# Grécia romana

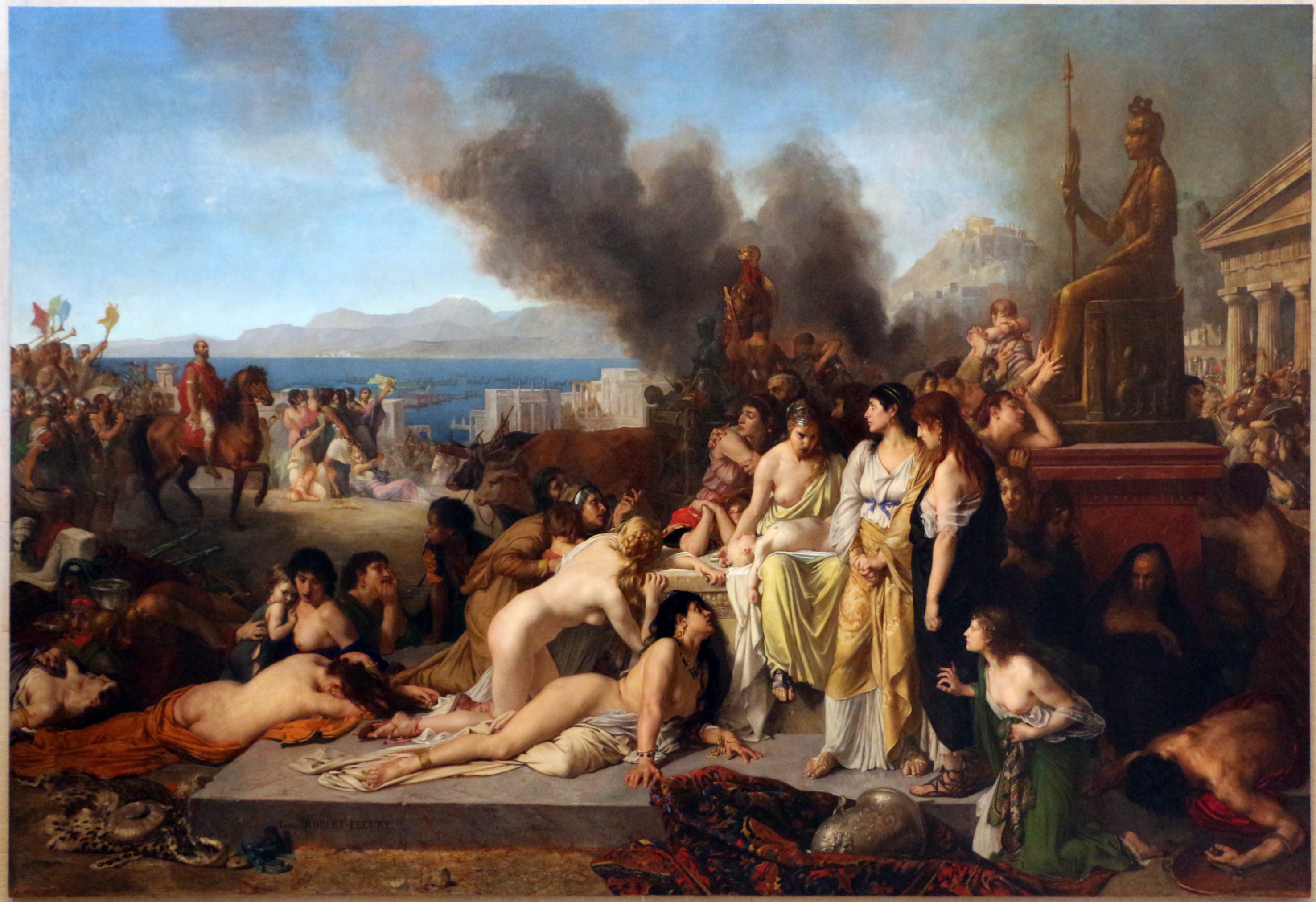
Cena da Batalha de Corinto em 146 a.C.: último dia antes das legiões romanas saquearem e queimarem a cidade grega de Corinto. The last day on Corinth, Tony Robert-Fleury, 1870

Grécia romana é o período da História da Grécia após a vitória romana sobre os coríntios, na Batalha de Corinto, em 146 a.C., até o restabelecimento da cidade de Bizâncio e sua nomeação pelo imperador Constantino como a capital do Império Romano (nomeada Nova Roma, posteriormente Constantinopla) em 330 d.C..

## Histórico

### República

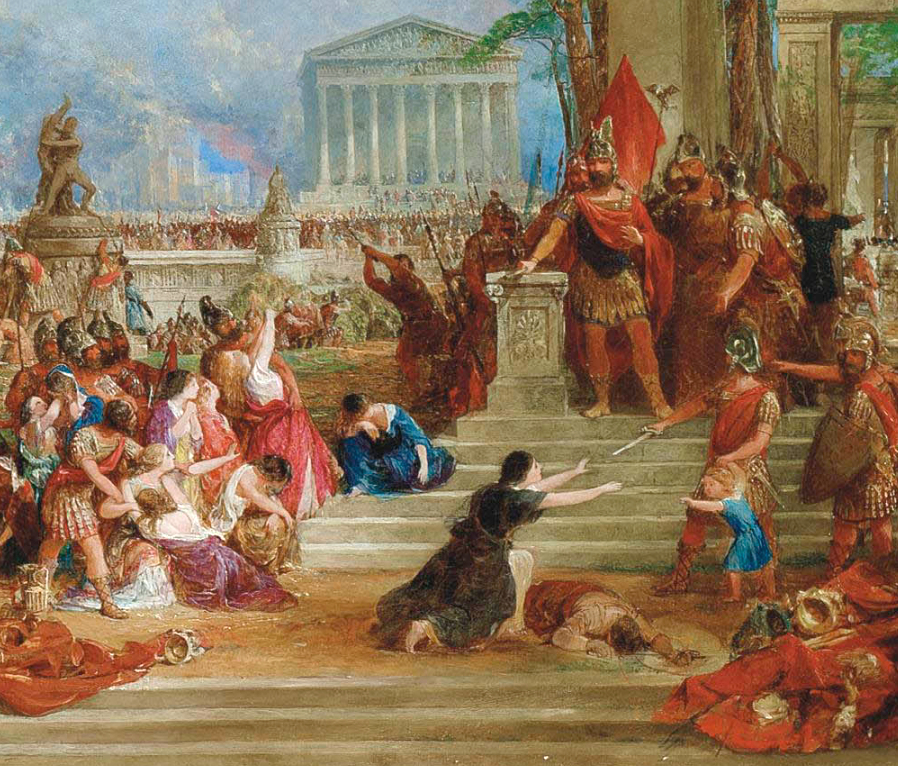
General romano Lúcio Múmio Acaico durante o saque de Corinto.

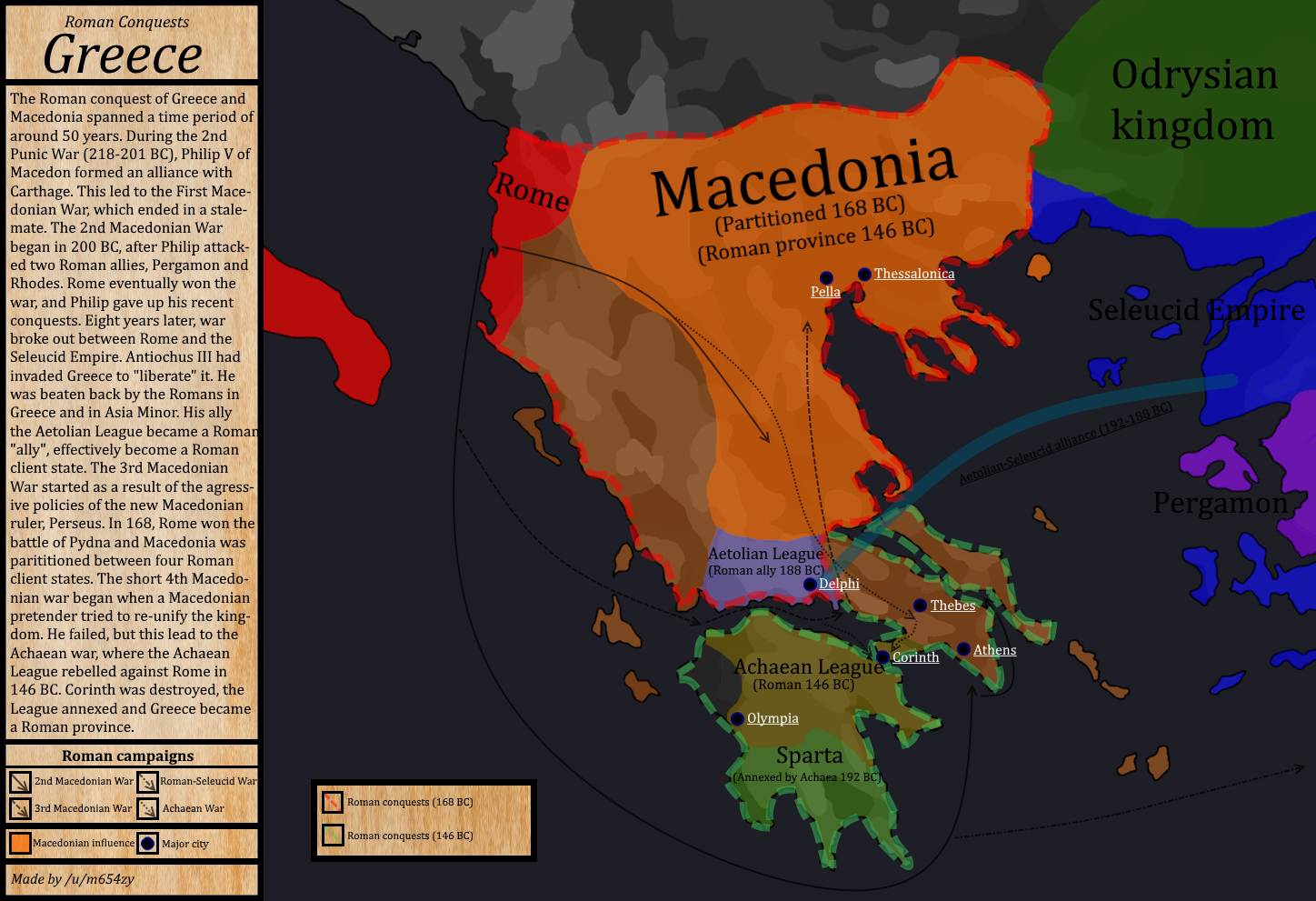
Mapa da conquista romana da Grécia.

A Península Grega ficou sob domínio romano a partir de 146 a.C., com o sul da Grécia sob a vigilância da província Macedônica, anexada por Roma desde 167 a.C.. No entanto, algumas pólis gregas conseguiram manter uma independência parcial e evitar a tributação. As ilhas do Mar Egeu foram adicionadas a este território em 133 a.C.. Atenas e outras cidades gregas se rebelaram em 88 a.C., e a península foi esmagada pelo general romano Sila. As guerras civis romanas devastaram ainda mais a região, até o imperador Augusto organizar a península como a Província de Acaia em 27 a.C..

Mapa da maior extensão do Império Romano 117, sob Trajano.

### Império inicial
A Grécia foi fundamental como província oriental do Império Romano, principalmente por sua influência na cultura romana, que passou a ser conhecida como Cultura Greco-Romana. A língua grega serviu como língua franca no Leste e na Itália, e muitos intelectuais gregos, como Galeno, iriam realizar a maior parte do seu trabalho em Roma. A ambição romana pela região grega estava relacionada com a sua admiração pela cultura, literatura e arte, o que levou a um processo de aculturação.
O mais interessante é o fato de que a cultura helenística, mesmo tendo sido preservada sob o domínio do Império Romano, foi se modificando e se desenvolvendo, tornando-se mais rica. O legado que acreditamos ser grego na Renascença cultural da Europa, na verdade é da civilização da Roma Antiga, pois deriva dessa mescla da cultura helenística original e seu desenvolvimento no período romano. Os imperadores romanos mantiveram uma admiração por coisas gregas. O Imperador Nero visitou a Grécia em 66 d.C. e se apresentou nos Jogos Olímpicos Antigos, apesar das regras contra a participação de não-gregos. Naturalmente, ele foi homenageado com uma vitória em cada concurso, e em 67, proclamou a liberdade dos gregos nos Jogos Ístmicos em Corinto. Adriano foi um dos imperadores que mais propagou o helenismo, tendo construído seu Arco de Adriano na Grécia.

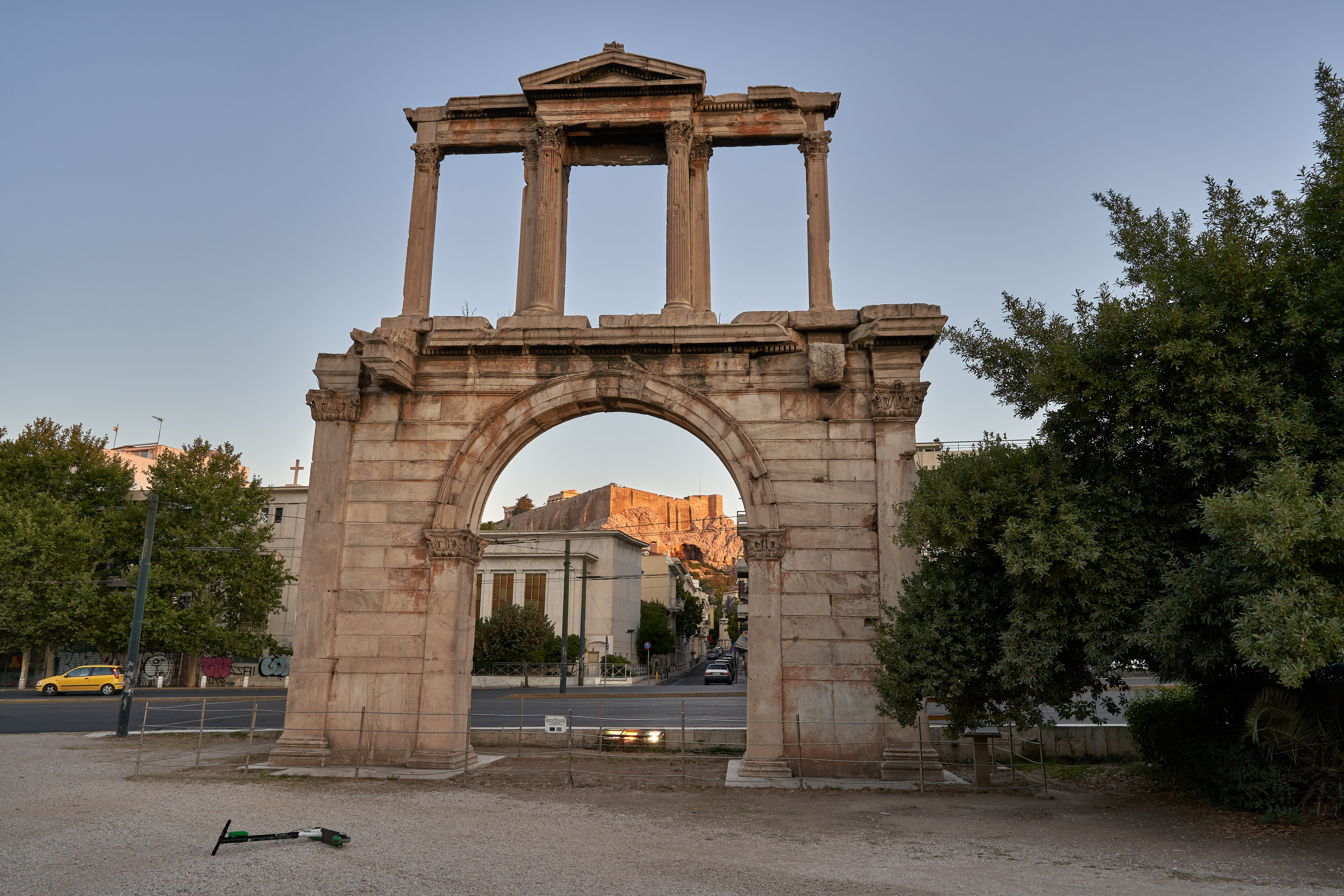
Arco de Adriano em Atenas, com a Acrópole vista ao fundo.

Além disso, muitos deles contribuíram com novos edifícios para cidades gregas, especialmente com a Ágora ateniense, onde a Agripeia de Marco Agripa, a biblioteca de Panteno e a Torre dos ventos, entre outros, foram construídos. A vida na Grécia continuou sob o Império Romano.[carece de fontes?] A cultura romana foi muito influenciada pelos gregos; como mostra a famosa frase de Horácio: Graecia capta ferum victorem cepit et artes / Intulit agresti Latio. Os épicos de Homero inspiraram a Eneida de Virgílio, e autores como Sêneca, o Jovem, que escreveu peças de teatro a partir do modelo grego. Na República, nobres tradicionalistas como Catão, que consideravam os gregos degenerados e mesquinhos, foram os principais adversários políticos de heróis romanos como Cipião Africano, que tendiam a estudar filosofia e resguardar a cultura grega e a ciência como um exemplo a ser seguido.[carece de fontes?]
O historiador Géza Alfödy explica que a integração entre as províncias e Roma levou a um surto de desenvolvimento econômico e à integração das populações provinciais, no sentido de que foram progressivamente adquirindo o status de cidadania romana, até a integração jurídica total com o decreto de Caracala, em 212. No quesito econômico, o desenvolvimento obtido não atingiu somente Roma, mas sim todo o Império, o que levou à perda do predomínio econômico da Itália para outras regiões. O alargamento do sistema econômico, somado ao da organização social romana disseminada pelo Império, proporcionou a ascensão de famílias dominantes das províncias e mesmo de habitantes de extratos mais baixos na classe dirigente do Império. O primeiro imperador das províncias a subir ao trono foi Trajano. Este fato se explica porque alguns dos imperadores posteriores a Trajano tinham grande interesse por outras culturas, além da romana. Somando-se a este fator, famílias ricas gregas passaram a ascender politicamente no próprio Senado romano, como é o caso do historiador e senador Dião Cássio, no século II.[carece de fontes?]

### Império tardio
Durante o segundo e terceiro século, a Grécia foi dividida em províncias, e, logo após, a Macedônia sofreu o mesmo processo. Além disso, enfrentaram diversas invasões de povos, como os Visigodos.[carece de fontes?]
A Grécia permaneceu parte da, relativamente unificada, metade oriental do Império. Contrariamente às desatualizadas visões da Antiguidade tardia, a península grega foi provavelmente uma das regiões melhor desenvolvidas do Império Romano. Cenários mais antigos da pobreza, desertificação, destruição de bárbaros e decadência civil foram revistos em luz de descobertas arqueológicas recentes. Na verdade, a pólis, como instituição, parece ter permanecido próspera até, pelo menos o século VI, devido à tradição de desenvolvimento urbano do Oriente grego. Textos contemporâneos, como o do filósofo estoico Hiérocles, afirmam que a Grécia da Antiguidade tardia foi altamente urbanizada e continha aproximadamente 80 cidades. Esta visão de extrema prosperidade é amplamente aceita hoje, e presume-se, entre os séculos IV e VII, que a Grécia pode ter sido uma das regiões economicamente mais ativas do Mediterrâneo Oriental.[carece de fontes?]
Ao mesmo tempo, a Grécia e o resto do Império Romano do Oriente ficaram sob a influência do Cristianismo primitivo. Paulo de Tarso pregou na Macedônia e na Acaia, e seu status de cidadão romano lhe dava ampla margem para se movimentar por diversas regiões no Império. Devido às suas pregações, a Grécia logo se tornou uma das mais altamente cristianizadas áreas do Império.[carece de fontes?]